# Irene Jerotich
Irene Jerotich Kosgei (10 gennaio 1985) è un'ex maratoneta keniota.

## Palmarès
| Anno | Manifestazione          | Sede        | Evento   | Risultato | Prestazione | Note                                     |
| ---- | ----------------------- | ----------- | -------- | --------- | ----------- | ---------------------------------------- |
| 2010 | Giochi del Commonwealth | Nuova Delhi | Maratona | Oro       | 2h34'30"    |                                          |
| 2011 | Mondiali                | Daegu       | Maratona | 13ª       | 2h31'29"    | Miglior prestazione personale stagionale |

## Campionati nazionali
2005
- 7ª ai campionati kenioti, 5000 m piani - 16'12"3

## Altre competizioni internazionali
2006
- Bronzo alla Mezza maratona del Portogallo ( Lisbona) - 1h12'49"

2007
- 5ª alla Maratona di Parigi ( Parigi) - 2h31'12"
- 5ª alla Mezza maratona di Lisbona ( Lisbona) - 1h13'34"
- 5ª alla Mezza maratona di Parigi ( Parigi) - 1h13'01"

2009
- Bronzo alla Maratona di Ottawa ( Ottawa) - 2h34'27"

2010
- Oro alla Maratona di Singapore ( Singapore) - 2h35'22"

2011
- 5ª alla Maratona di Daegu ( Daegu) - 2h31'31"
- Oro alla Maratona di Singapore ( Singapore) - 2h36'43"
- 6ª alla Great North Run ( Newcastle upon Tyne) - 1h11'03"
- Bronzo alla Great South Run ( Portsmouth), 10 miglia - 53'43"

2012
- Oro alla Milano Marathon ( Milano) - 2h31'07"
- Oro alla Maratona di Singapore ( Singapore) - 2h37'54"
- 7ª alla Great Manchester Run ( Manchester) - 32'07"

2013
- 5ª alla Milano Marathon ( Milano) - 2h35'25"